# ماري تيستا
ماري تيستا (بالإنجليزية: Mary Testa)‏ هي ممثلة أمريكية، ولدت في 4 يونيو 1955 في فيلادلفيا في الولايات المتحدة.

## أعمال

### أفلام
- صائد الجوائز[5]

## وصلات خارجية
- ماري تيستا على موقع IMDb (الإنجليزية)
- ماري تيستا على موقع ميوزك برينز (الإنجليزية)
- ماري تيستا على موقع قاعدة بيانات برودواي على الإنترنت (الإنجليزية)
- ماري تيستا على موقع قاعدة بيانات الفيلم (الإنجليزية)